# Rongshui
Rongshui léase:Rong-Shuéi (en chino: 融水苗族自治县, pinyin: Róngshuǐ Miáozú Zìzhìxiàn, Zhuang: YUNGZ-SUIJ MYAUZ CUZ SW-CI-YEN) es un condado autónomo bajo la administración directa de la ciudad-prefectura de Liuzhou en la región autónoma Zhuang  de Guangxi, República Popular China. Se ubica a 110 metros sobre el nivel del mar en las orillas del río Rong, tributario del Río Perla. Su área es de 4624 km² y su población para 2010 fue de 500 mil habitantes.

## Administración
El condado de Rongshui se divide en 4 poblados y 17 villas.
- Poblados: Róng shuǐ, hémù, sān fáng y huáibǎo
- Villas: Róng shuǐ, dà nián, liáng zhài, gǒng dòng, hóng shuǐ, báiyún, dàlàng, yǒnglè, tóng liàn yáozú, wāng dòng, gān dòng, gǔn bèi dòngzú, xiāng fěn, sì róng, dòng tóu, ān tài y hé ān chuí.

## Geografía
La ciudad toma su nombre del río Rong que es ributario del Río Perla y la llaman Las aguas del Rong en chino 融水,Rongshui, más el nombre de la principal etnia, la Miao.

### Clima
| Parámetros climáticos promedio de Rongshui | Parámetros climáticos promedio de Rongshui | Parámetros climáticos promedio de Rongshui | Parámetros climáticos promedio de Rongshui | Parámetros climáticos promedio de Rongshui | Parámetros climáticos promedio de Rongshui | Parámetros climáticos promedio de Rongshui | Parámetros climáticos promedio de Rongshui | Parámetros climáticos promedio de Rongshui | Parámetros climáticos promedio de Rongshui | Parámetros climáticos promedio de Rongshui | Parámetros climáticos promedio de Rongshui | Parámetros climáticos promedio de Rongshui | Parámetros climáticos promedio de Rongshui |
| Mes                                        | Ene.                                       | Feb.                                       | Mar.                                       | Abr.                                       | May.                                       | Jun.                                       | Jul.                                       | Ago.                                       | Sep.                                       | Oct.                                       | Nov.                                       | Dic.                                       | Anual                                      |
| ------------------------------------------ | ------------------------------------------ | ------------------------------------------ | ------------------------------------------ | ------------------------------------------ | ------------------------------------------ | ------------------------------------------ | ------------------------------------------ | ------------------------------------------ | ------------------------------------------ | ------------------------------------------ | ------------------------------------------ | ------------------------------------------ | ------------------------------------------ |
| Temp. máx. media (°C)                      | 13.9                                       | 15                                         | 18.3                                       | 24.4                                       | 28.9                                       | 31.7                                       | 33.3                                       | 33.3                                       | 31.7                                       | 27.8                                       | 22.8                                       | 17.8                                       | 24.9                                       |
| Temp. mín. media (°C)                      | 8.3                                        | 9.4                                        | 12.8                                       | 18.3                                       | 21.7                                       | 24.4                                       | 25.6                                       | 23.3                                       | 7.8                                        | 19.4                                       | 14.4                                       | 10                                         | 16.3                                       |
| Precipitación total (mm)                   | 41.3                                       | 39.3                                       | 78.4                                       | 98.9                                       | 176.4                                      | 212.2                                      | 144.5                                      | 120.4                                      | 3.6                                        | 47.8                                       | 30.4                                       | 30.4                                       | 1023.6                                     |
| Fuente: MSN Weather                        |                                            |                                            |                                            |                                            |                                            |                                            |                                            |                                            |                                            |                                            |                                            |                                            |                                            |

## Cultura
Rongshui es conocido por los frecuentes festivales de su población Miao. Sus fiestas son la fiesta del tambor, el festival de la siembra y los festivales de lucha por caballos. Las fiestas suelen ir acompañadas de música que suena en lusheng, un tipo de flauta larga.